# Hengchunia javana
Hengchunia javana är en insektsart som beskrevs av Asche och Webb 1994. Hengchunia javana ingår i släktet Hengchunia och familjen dvärgstritar. Inga underarter finns listade i Catalogue of Life.